# منطقه‌های مالت
منطقه‌های مالت (انگلیسی: Regions of Malta) یکی از تقسیمات جغرافیایی کشور مالت می‌باشد.
این کشور هم‌اکنون دارای ۵ منطقه می‌باشد که هر منطقه خود از چندین بخش تشکیل شده است. مناطق مالت اولین بار در سال ۱۹۹۳ با سه منطقه ایجاد شده اما در سال‌های تقسیمات کشوری مالت تغییر کرده و این سه منطقه به پنج منطقه افزایش یافتند.
مناطق پنج‌گانه مالت دارای شورایی بین ۱۰ تا ۱۴ عضو می‌باشد که هر شورا دارای یک رئیس و نائب رئیس می‌باشد.

## مناطق
| منطقه           | نقشه | مرکز            | بزرگترین شهر    | مساحت                               | جمعیت (۲۰۱۳) | تراکم جمعیت                                 | تأسیس |
| --------------- | ---- | --------------- | --------------- | ----------------------------------- | ------------ | ------------------------------------------- | ----- |
| منطقه مرکزی     |      | سان گوان        | بیرکیرکارا      | ۲۳٫۶ کیلومتر مربع (۹٫۱ مایل مربع)   | ۱۱۲٬۷۵۱      | ۴٬۸۰۰ بر کیلومتر مربع (۱۲٬۰۰۰ بر مایل مربع) | ۲۰۰۹  |
| منطقه گوزو      |      | ویکتوریا        | ویکتوریا        | ۶۸٫۷ کیلومتر مربع (۲۶٫۵ مایل مربع)  | ۳۷٬۲۸۸       | ۵۴۰ بر کیلومتر مربع (۱٬۴۰۰ بر مایل مربع)    | ۱۹۹۳  |
| منطقه شمالی     |      | سان پال ایلبهار | سان پال ایلبهار | ۱۱۲٫۹ کیلومتر مربع (۴۳٫۶ مایل مربع) | ۱۰۲٬۳۴۶      | ۹۱۰ بر کیلومتر مربع (۲٬۴۰۰ بر مایل مربع)    | ۲۰۰۹  |
| منطقه جنوب شرقی |      | ترزین           | زابار           | ۳۶٫۲ کیلومتر مربع (۱۴٫۰ مایل مربع)  | ۹۹٬۰۹۶       | ۲٬۷۰۰ بر کیلومتر مربع (۷٬۰۰۰ بر مایل مربع)  | ۲۰۰۹  |
| منطقه جنوبی     |      | کورمی           | کورمی           | ۷۸٫۹ کیلومتر مربع (۳۰٫۵ مایل مربع)  | ۹۴٬۵۲۶       | ۱٬۲۰۰ بر کیلومتر مربع (۳٬۱۰۰ بر مایل مربع)  | ۲۰۰۹  |